# Планківська енергія
Пла́нківська енергія — фізична стала, чисельно рівна планківській масі, помноженій на квадрат швидкості світла. У планківській системі одиниць планківська енергія є одиницею вимірювання енергії. Позначається {\displaystyle E_{\text{P}}}.
{\displaystyle E_{\text{P}}=m_{\text{P}}c^{2}={\sqrt {\frac {\hbar c^{5}}{G}}}\approx } 1,956 × 109 Дж {\displaystyle \approx } 1,22 × 1028 еВ {\displaystyle \approx } 543,3 кВт·год {\displaystyle \approx } 4,6718 × 108 кал.
Для порівняння, вона перевищує приблизно на вісім порядків найбільшу виміряну енергію космічних променів і приблизно на 6 % дульну енергію найпотужнішої артилерійської зброї в історії — 800-мм залізничної гармати Дора.
{\displaystyle E_{\text{Dora}}={\frac {mv^{2}}{2}}\approx {\frac {7100*720^{2}}{2}}\approx } 1,840 × 109 Дж {\displaystyle \approx } 511,11 кВт⋅год
Для прискорення елементарних частинок до планківської енергії довелося б будувати прискорювач, кільце якого мало довжину близько 10 світлових років.
У планківську епоху, приблизно 13,8 млрд років тому, речовина Всесвіту мала планківську енергію, планківський радіус (10−35 м), планківську температуру (1032 К) та планківську густину (~1097 кг/м³).

## Зв'язок енергії фотона та гравітаційної затримки сигналу
Для сигналу, що подорожує навколо точкової гравітаційної маси, гравітаційну затримку можна обчислити за такою формулою:
{\displaystyle \Delta t=-{\frac {2GM}{c^{3}}}\ln(1-\mathbf {R} \cdot \mathbf {x} ).} (1)
Тут {\displaystyle \mathbf {R} } — одиничний вектор, спрямований від спостерігача до джерела, а {\displaystyle \mathbf {x} } — одиничний вектор, спрямований від спостерігача до гравітувальної точки масою {\displaystyle M}.
Звідси випливає, що для того, щоб викликати затримку сигналу, що дорівнює фіксованому та апріорі заданому проміжку часу {\displaystyle \tau }, потрібна маса
{\displaystyle M=-{\frac {\tau c^{3}}{2ln(1-\mathbf {R} \cdot \mathbf {x} )G}}.} (2)
Енергія, еквівалентна цій масі, дорівнює:
{\displaystyle E_{1}(\tau )=-{\frac {\tau c^{5}}{2ln(1-\mathbf {R} \cdot \mathbf {x} )G}}.} (3)
З іншого боку, енергія кванта електромагнітного випромінювання з періодом {\displaystyle \tau } дорівнює
{\displaystyle E_{2}(\tau )={\frac {h}{\tau }}={\frac {2\pi \hbar }{\tau }}.} (4)
Добуток цих двох енергій, визначених формулами (3) і (4), дорівнює:
{\displaystyle E_{1}(\tau )E_{2}(\tau )=-{\frac {\tau c^{5}}{2ln(1-\mathbf {R} \cdot \mathbf {x} )G}}{\frac {2\pi \hbar }{\tau }}=-{\frac {2\pi \hbar c^{5}}{2ln(1-\mathbf {R} \cdot \mathbf {x} )G}}=-{\frac {\pi \hbar c^{5}}{ln(1-\mathbf {R} \cdot \mathbf {x} )G}}=-{\frac {\pi E_{\text{P}}^{2}}{ln(1-\mathbf {R} \cdot \mathbf {x} )}}.} (5)
Таким чином, добуток енергії, еквівалентної масі, що викликає затримку, рівну {\displaystyle \tau }, та енергії фотона з періодом {\displaystyle \tau } не залежить від {\displaystyle \tau } і дорівнює квадрату планківської енергії з точністю до безрозмірнісного коефіцієнта: {\displaystyle -{\frac {\pi }{ln(1-\mathbf {R} \cdot \mathbf {x} )}}}.
Відповідно, відношення цих 2 енергій рівне
{\displaystyle {\frac {E_{1}(\tau )}{E_{2}(\tau )}}=-{\frac {\tau ^{2}c^{5}}{4G\pi ln(1-\mathbf {R} \cdot \mathbf {x} )\hbar }}=={\frac {\tau ^{2}}{4\pi ln(1-\mathbf {R} \cdot \mathbf {x} )t_{\text{P}}^{2}}}=-{\frac {1}{4\pi ln(1-\mathbf {R} \cdot \mathbf {x} )}}({\frac {\tau }{t_{\text{P}}}})^{2}.} (6)
Де {\displaystyle t_{\text{P}}} — планківський час.

## Інтернет-ресурси
- Кротові нори, чорні діри, двигун Алькуб’єрре, Планківська і негативна енергія